# Alexander Rodríguez
Alexander Rodríguez Martínez (Alajuela, 4 de octubre de 1990)  era un futbolista costarricense, jugaba como volante y su último equipo era el Municipal Grecia de la Segunda División de Costa Rica.
Debutó en la Segunda División de Costa Rica el 27 de enero de 2013 con el Municipal Grecia. En esa ocasión el Municipal Grecia sacó la victoria por una marcador de 0 a 2 de visitante ante Aserrí en el estadio de Vuelta de Jorco.

## Clubes
| Club             | País       | Año         |
| ---------------- | ---------- | ----------- |
| Municipal Grecia | Costa Rica | 2013 - 2018 |

### Goles con Grecia
| Gol | Fecha                 | Sede                                          | Oponente            | Marcador | Resultado | Competencia     |
| --- | --------------------- | --------------------------------------------- | ------------------- | -------- | --------- | --------------- |
| 1.º | 24 de febrero de 2013 | Estadio Allen Riggioni, Grecia                | Escazuceña          | 1 - 0    | 1 – 1     | Liga de Ascenso |
| 2.º | 9 de marzo de 2013    | Estadio Municipal de Cañas, Cañas             | Cartagena Cañas     | 0 - 2    | 2 – 2     | Liga de Ascenso |
| 3.º | 20 de octubre de 2013 | Estadio Rafael Ángel Camacho, Turrialba       | Turrialba           | 0 - 1    | 2 – 1     | Liga de Ascenso |
| 4.º | 27 de octubre de 2013 | Estadio Allen Riggioni, Grecia                | Aserrí              | 1 - 0    | 2 – 0     | Liga de Ascenso |
| 5.º | 18 de enero de 2014   | Estadio Carlos Ugalde Álvarez, Ciudad Quesada | San Carlos          | 1 - 2    | 1 – 2     | Liga de Ascenso |
| 6.º | 22 de enero de 2014   | Estadio Allen Riggioni, Grecia                | Saprissa de Corazón | 1 - 0    | 1 – 0     | Liga de Ascenso |
| 7.º | 30 de marzo de 2014   | Estadio de Bagaces, Bagaces                   | Municipal Liberia   | 1 - 3    | 1 – 3     | Liga de Ascenso |
| 8.º | 30 de agosto de 2014  | Estadio Nicolás Macís, Escazú                 | Escazuceña          | 2 - 1    | 2 – 1     | Liga de Ascenso |